# Новафельтрия
Новафельтрия (итал. Novafeltria) — коммуна в провинции Римини в итальянском регионе Эмилия-Романья.

## История
Население составляет 7309 человек (2008 год), плотность населения составляет 175 чел./км². Занимает площадь 42 км².
После референдума 17 и 18 декабря 2006 года, Новафельтрия была отделена от провинции Пезаро-э-Урбино в регионе Марке, чтобы присоединиться к провинции Римини в регионе Эмилия-Романья 15 августа 2009 года.
Коммуна Новафельтрия, которая до конца 1941 года называлась Меркатино Мареккья, была создана в 1907 году, после слияния фракций, отделенных от коммуны Таламелло.
Сегодня город является центром схождения всех видов экономической деятельности Вальмареккья. В округе Пертикара, древнем шахтерском центре, есть интересный исторический музей добычи серы, один из самых важных в Европе, который документирует внушительную деятельность на протяжении веков по добыче серы и собирает археологические находки, которые идут от бронзового века до умбрийской, этрусской и римской цивилизаций.
На горе, что возвышается над коммуной, Монте Пинчо (900 м н.у.м.), находится столетний каштановый и обширный сосновый лес, в котором находится парк «приключение». Территория обустроена превосходными удобствами для отдыха, среди которых театр, недавно отреставрированный, библиотека, которая находится на реконструкции и модернизации, дискотека, закрытый бассейн, фитнес-центр, теннисные корты, спортивные площадки, трасса для мотокросса, велосипедного маршрута вдоль реки Мареккья, отдых на природе.
Святыми покровителями коммуны почитаются апостолы Пётр и Павел, празднование 29 июня.

## Демография
Динамика населения: